# 崔圭夏政府
崔圭夏政府（韩语：／ Choe Gyuha Jeongbu）是1979年10月26日至1980年8月16日由第10任韓國總統崔圭夏所領導的第四共和國第二屆大韓民國政府。由國務總理崔圭夏在總統朴正熙遇刺案后成為新任總統后組成。

## 背景
1979年10月26日，時任韓國總統朴正熙在宮井洞遭刺殺身亡。根據《大韓民國憲法》，總統死亡后應由國務總理代理總統職權，時任國務總理崔圭夏因此意外登上總統大位。

## 任內事件

### 漢城之春及叛軍奪權
由于长期执政的朴正熙总统去世，民眾希望废除維新憲法实现民主化引發了漢城之春。前总统尹潽善趁機向崔圭夏总统要求废除維新制度，并通过民主选举组建新政府。崔圭夏总统同意解除了紧急措施，并允许讨论曾被禁止的宪法修正案。不過導致了新军部于12月12日发动军事叛乱史稱雙十二政變，逮捕并监禁了戒嚴司令官及陆军参谋长郑昇和、特种作戰司令官郑柄宙和首都警備司令官张泰琓并接管军队，夺取政府实权。

### 517政變
1980年4月，國軍保安司令官全斗焕就任中央情报局局长成為實際掌權者时，全国爆发多次学生示威。
1980年5月17日下午，新軍部向总统崔圭夏施压，要求实施“政策控制计划”，并于5月17日00:00起将戒严扩大至全国。该机构下令关闭大学，并宣布了第10号戒严令，其中包括禁止活动和对媒体进行事先审查，史稱5·17紧急戒严
5月18日上午，新军部強行关闭了国会大厦。此外，在野党領袖金大中及金泳三、李哲胜、李珉宇、柳致松等人。这成为光州民主化运动”的导火索。

### 光州民主化運動
5月18日上午，光州地区学生举行和平抗议，高呼“全斗焕下台”、“解除戒严”、“释放金大中”等口号。全斗焕以实施“政策管理计划”为由派出空輸部隊对学生进行包括殴打和开枪的鎮壓導致事态进一步升级。由于戒严軍的残酷镇压，5月21日15时后，市民占領警局并用缴获武器武装自己，反抗戒严軍。在此期間總理申鉉碻率領內閣向崔圭夏总统遞交辭呈。

### 政府垮台
残酷镇压光州民主化运动后的新军部按计划成立国家安全紧急对策委员会，控制内阁接管了政权。新军部派金正烈勸進崔圭夏总统辞去总统职务。在新军部的压力下，崔圭夏总统無奈于8月15日辞去总统职务 ，崔圭夏政府宣告结束。
随后，朴忠勋总理代理总统职务。8月29日， 全斗焕在统一国会全体会议上当选为总统。 10月27日，第五共和国宪法公布，国家安全应急委员会改组为具有立法权的临时立法机构国家安全立法会，并代表国民议会通过多项法案。次年，全斗焕当选为第五共和国宪法第12任总统。